# Ciclone Lothar

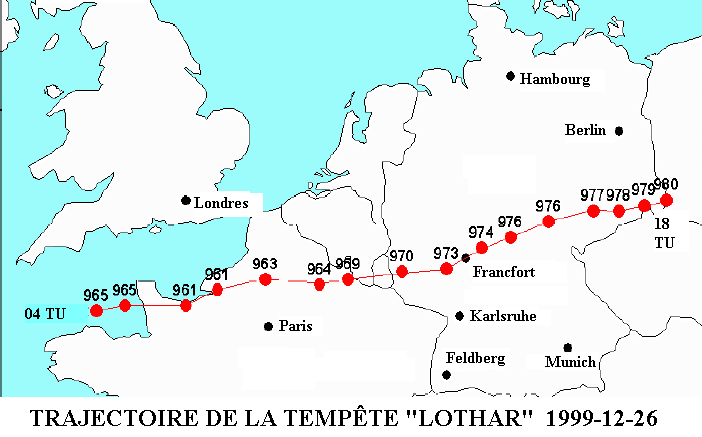
Trajetória

O ciclone Lothar é considerado o pior vendaval europeu registrado durante o século XX. Atravessando França, Bélgica, Luxemburgo e Alemanha entre 25 de Dezembro e 27 de Dezembro de 1999, o ciclone Lothar provocou 110 mortos (incluindo 88 só em França) e mais de 15 mil milhões de euros em danos, tornando-se o vendaval europeu mais dispendioso alguma vez registado.
O ciclone Lothar foi o segundo de uma série de tempestades de vento devastadoras na Europa que atingiram a costa em dezembro de 1999, ocorrendo cerca de três semanas após o ciclone Anatol, que causou graves danos na Dinamarca e em partes próximas da Suécia e da Alemanha. Um dia depois de Lothar se deslocar sobre a Europa Ocidental, outro intenso vendaval europeu, o ciclone Martin, causou graves danos ao sul da pista de Lothar.